# Leslie Wilson (Hockeyspieler)
Ernest Leslie Wilson (* 14. Februar 1952 in Wanganui) ist ein ehemaliger neuseeländischer Hockeytorwart.
Als Ersatztorwart wurde Wilson mit der Neuseeländischen Nationalmannschaft 1976 Olympiasieger. 